# Personaloption
Personaloption är en typ av ersättning för arbete från en arbetsgivare till en arbetstagare. Personaloptioner ger ägaren rätt att någon gång i framtiden köpa aktier på förmånliga villkor, till exempel ett reducerat pris. De är strukturerade som vanliga optioner, men har oftast särskilda villkor. I Sverige förmånsbeskattas de när mottagaren använder dem för att skaffa aktier.
År 2018 infördes förmånligare regler för personaloptioner i Sverige för bolag med mindre än 50 anställda.

## Under IT-bubblan
I samband med IT-bubblan under 1990-talet blev personaloptioner ett populärt sätt att locka till sig personal utan att kunna erbjuda höga löner. När företagens aktiekurser under IT-bubblan sköt i höjden blev de anställda miljonärer på pappret. I Sverige var Spray tidigt ute med att använda sig av personaloptioner.
Optionsprogrammen mötte dock kritik då det ansågs låsa fast de anställda och skapa orimliga arbetsförhållanden. Eftersom de anställda hade mycket att vinna på en hög aktiekurs skapas incitament till att jobba mycket långa arbetsveckor. När IT-kraschen blev ett faktum var det många av de anställda med personaloptioner som hoppades på att kursen skulle vända uppåt igen och därmed fick se värdet på sina aktier gå förlorat.

## Opinion
Daniel Ek och Martin Lorentzon, grundare av Spotify, har lobbat för att skatterna på personaloptioner ska sänkas i Sverige. De menar att skatten gör det svårt att locka till sig talanger för de svenska tech-bolagen, som konkurrerar om arbetskraft på en internationell marknad.